# Rui Patrício
dos Santos Patrício est un nom portugais ; le premier nom de famille (d'usage facultatif) est dos Santos et le second est Patrício.
Rui Pedro dos Santos Patrício dit Rui Patrício, né le 15 février 1988 à Regueira de Pontes au Portugal, est un footballeur international portugais qui évolue au poste de gardien de but.
Avec la sélection, il participe à l'Euro à quatre reprises en 2008, 2012, en 2016 qu'il remporte et en 2021. Il participe également à la Coupe du monde 2014 ainsi que la Coupe du monde 2018.
Il est sélectionné pour le ballon d'or 2016 et termine à la douzième place.
En 2019 il remporte la Ligue des nations avec le Portugal en tant que gardien titulaire.
Convoqué à nouveau pour disputer la Coupe du monde 2022, il est cependant remplaçant, Diogo Costa ayant hérité de sa place de titulaire quelques mois auparavant.

## Biographie

### Carrière en club

#### Sporting CP (2006-2018)
Né à Regueira de Pontes au Portugal, Rui Patrício est un pur produit du centre de formation du Sporting Clube de Portugal qu'il intègre à l'âge de douze ans.
Lors de la saison 2006-2007, l'entraîneur Paulo Bento lui offre l'occasion de jouer en équipe première en le testant lors des matchs amicaux de pré-saison, notamment contre le Deportivo La Corogne lors d'une victoire un zéro. Pour son premier match officiel en professionnel le 19 novembre 2006 contre le CS Maritimo, il arrête un penalty décisif pour la victoire du Sporting CP un but à zéro à Madère mais ce sera son seul match de la saison. Il gagne du temps de jeu la saison suivante avant de devenir numéro un dans les cages.
Il remporte ses deux premiers titres en 2008, d'abord avec la Coupe du Portugal remporté lors de la prolongation contre le FC Porto puis avec la Supercoupe du Portugal remporté face au même adversaire. Cette année-là, il est également finaliste de la Coupe de la Ligue mais s'incline lors de la séance de tirs au but.
Lors de la saison 2011-2012, il se fait de nouveau remarquer par plusieurs prestations de grande classe en Ligue Europa, étant l'un des protagonistes de l'excellent parcours du Sporting CP, demi-finaliste de la compétition. Sa parade décisive à la 95e minute du 8e de finale retour sur la pelouse de Manchester City sur une tête de son homologue gardien de but Joe Hart fut l'un des grands moments de la compétition. La saison 2011-2012 aura été la saison du "presque" pour Rui Patrício : demi-finaliste de la Ligue Europa et finaliste de la Coupe du Portugal en club, demi-finaliste de l'Euro avec la sélection.
Lors de l'été 2012, il est sur les tablettes de plusieurs clubs, notamment le Milan AC, Manchester United, Chelsea, Arsenal ou Tottenham mais il prolonge son contrat de 5 ans avec le Sporting CP jusqu'au 30 juin 2018, avec une clause libératoire fixé à 40 M€. Le 18 janvier 2013, il est le héros de la rencontre de championnat contre Beira-Mar en arrêtant un penalty à la 90e minute, préservant ainsi l'avantage du Sporting (victoire 1 à 0), une minute après que son équipe a raté un penalty. Durant le même mois de janvier, le quotidien sportif espagnol édité à Barcelone, El Mundo Deportivo édite une liste de 24 gardiens de but ayant la capacité et le talent de remplacer Víctor Valdés en tant que titulaire dans les buts du FC Barcelone, Rui Patrício en fait partie et recueille énormément de voix dans le sondage proposé aux lecteurs du journal.
Le 5 décembre 2014, Rui Patrício joue son 300e match avec le Sporting Portugal contre Boavista Football Club.
Plongé dans une grave crise après l'agression de plusieurs joueurs par des supporters en plein centre d'entraînement, Rui Patricio décide de rompre unilatéralement son contrat avec le Sporting Portugal dès le 1er juin 2018.

#### Wolverhampton Wanderers (2018-2021)
Libre de tout contrat et alors qu'il était courtisé par Naples, Rui Patricio rejoint finalement le club anglais des Wolverhampton Wanderers. Il y signe un contrat de quatre ans le 18 juin 2018. En hommage au précédent gardien du club, Carl Ikeme, atteint de leucémie, il ne prend pas le numéro 1 mais le 11, chaque gardien du club prenant ainsi un numéro finissant par 1. Il joue son premier match avec les Wolves le 11 août 2018, lors de la première journée de la saison 2018-2019 de Premier League face à l'Everton FC (2-2 score final). Il s'impose naturellement comme un titulaire à Wolverhampton dès sa première saison. Il participe au bon parcours de son équipe en championnat, qui décroche une place européenne pour jouer la Ligue Europa en terminant 7e du classement.

#### AS Roma (2021-2024)
Le 13 juillet 2021, il s'engage pour trois saison avec l'AS Rome, où il sera coaché par son compatriote José Mourinho. Le montant du transfert est de 11,5 millions d'euros,.
Il joue son premier match sous ses nouvelles couleurs le 19 août 2021, à l'occasion d'un match qualificatif pour la Ligue Europa Conférence 2021-2022, contre Trabzonspor. Son équipe s'impose ce jour-là par deux buts à un. Avec l'AS Rome, Rui Patrício se hisse jusqu'en finale de la Ligue Europa Conférence 2022-2023, où il affronte le Feyenoord Rotterdam le 25 mai 2022. Titularisé ce jour-là, il participe à la victoire du club romain, qui remporte la première édition de cette compétition.

### Carrière en sélection
Rui Patrício est sélectionné avec l'équipe du Portugal des moins de 19 ans entre 2006 et 2007. Au total il joue dix matchs avec cette sélection. 
Malgré aucune sélection en équipe première, Luiz Felipe Scolari le sélectionne pour l'Euro 2008. 
Il fait ses débuts en équipe nationale le 17 novembre 2010 face à l'Espagne (4-0), en remplaçant Eduardo à la mi-temps. Le 10 août 2011 lors du match Portugal-Luxembourg à Faro, il est titularisé et n'encaisse aucun but en réussissant une parade magnifique à la 83e minute pour empêcher les Luxembourgeois de marquer le but de l'honneur. Rui Particio fut décisif durant ce match et le Portugal s'imposait (5-0) sur un score tout à fait logique. Ses performances de qualité l'installe définitivement dans la peau d'un titulaire durant les qualifications pour l'Euro 2012. 
Désormais titulaire indiscutable dans les buts de la sélection nationale, il dispute l'intégralité des cinq matchs du Portugal à l'Euro 2012  se distinguant notamment par une superbe prestation en demi-finale contre l'Espagne (0-0 après 120 minutes), avec, entre autres, une superbe parade devant Iniesta lors des prolongations, et en détournant le tir au but de Xabi Alonso. Malheureusement pour lui, ses coéquipiers Moutinho et Bruno Alves rateront leurs tentatives, et la route du Portugal s'arrêta aux portes de la finale. Lors de la phase finale, il n'encaisse aucun but, comme Iker Casillas.
Il participe à la Coupe du monde 2014 au Brésil puis remporte l'Euro 2016 avec sa sélection en jouant l'intégralité des matchs, où il réussit de nombreuses parades, notamment en finale contre l'équipe de France. Il termine dans l'équipe type de la compétition.  
L'année suivante, il dispute la Coupe des Confédérations 2017 dans laquelle le Portugal obtiendra la troisième place. Il participe ensuite à la Coupe du monde 2018 en tant que gardien titulaire puis participe à la Ligue des Nations 2019 qu'il remporte avec le Portugal.   
En mai 2021, il est retenu par Fernando Santos, le sélectionneur de l'équipe nationale du Portugal, pour participer à l'Euro 2020.  
Le 10 novembre 2022, il est sélectionné par Fernando Santos pour participer à la Coupe du monde 2022.
En mai 2024, il fait partie de la liste des 26 joueurs convoqués par Roberto Martinez pour disputer l'Euro 2024 .  

## Statistiques
| Saison                | Club                  | Championnat           | Championnat | Championnat | Coupe nationale | Coupe nationale | Coupe de la Ligue | Coupe de la Ligue | Supercoupe | Supercoupe | Compétition(s) continentale(s) | Compétition(s) continentale(s) | Compétition(s) continentale(s) | Coupe du monde des clubs | Coupe du monde des clubs | Total | Total |
| Saison                | Club                  | Division              | M.          | B.          | M.              | B.              | M.                | B.                | M.         | B.         | Comp.                          | M.                             | B.                             | M.                       | B.                       | M.    | B.    |
| 2006-2007             | Sporting CP           | Liga                  | 1           | 0           | -               | -               | -                 | -                 | -          | -          | C1                             | -                              | -                              | -                        | -                        | 1     | 0     |
| 2007-2008             | Sporting CP           | Liga                  | 20          | 0           | 5               | 0               | 3                 | 0                 | -          | -          | C1+C3                          | 2+6                            | 0                              | -                        | -                        | 36    | 0     |
| 2008-2009             | Sporting CP           | Liga                  | 25          | 0           | 1               | 0               | 1                 | 0                 | 1          | 0          | C1                             | 6                              | 0                              | -                        | -                        | 34    | 0     |
| 2009-2010             | Sporting CP           | Liga                  | 30          | 0           | 3               | 0               | 4                 | 0                 | -          | -          | C1+C3                          | 4+10                           | 0                              | -                        | -                        | 51    | 0     |
| 2010-2011             | Sporting CP           | Liga                  | 30          | 0           | 2               | 0               | 3                 | 0                 | -          | -          | C3                             | 8                              | 0                              | -                        | -                        | 43    | 0     |
| 2011-2012             | Sporting CP           | Liga                  | 28          | 0           | 6               | 0               | -                 | -                 | -          | -          | C3                             | 13                             | 0                              | -                        | -                        | 47    | 0     |
| 2012-2013             | Sporting CP           | Liga                  | 30          | 0           | 1               | 0               | 1                 | 0                 | -          | -          | C3                             | 7                              | 0                              | -                        | -                        | 39    | 0     |
| 2013-2014             | Sporting CP           | Liga                  | 30          | 0           | 1               | 0               | -                 | -                 | -          | -          | -                              | -                              | -                              | -                        | -                        | 31    | 0     |
| 2014-2015             | Sporting CP           | Liga                  | 33          | 0           | 4               | 0               | -                 | -                 | -          | -          | C1+C3                          | 6+2                            | 0                              | -                        | -                        | 45    | 0     |
| 2015-2016             | Sporting CP           | Liga                  | 34          | 0           | 3               | 0               | -                 | -                 | 1          | 0          | C1+C3                          | 2+7                            | 0                              | -                        | -                        | 47    | 0     |
| 2016-2017             | Sporting CP           | Liga                  | 31          | 0           | 1               | 0               | -                 | -                 | -          | -          | C1                             | 6                              | 0                              | -                        | -                        | 38    | 0     |
| 2017-2018             | Sporting CP           | Liga                  | 34          | 0           | 5               | 0               | 3                 | 0                 | -          | -          | C1+C3                          | 8+6                            | 0                              | -                        | -                        | 56    | 0     |
| Sous-total            | Sous-total            | Sous-total            | 326         | 0           | 32              | 0               | 15                | 0                 | 2          | 0          | -                              | 93                             | 0                              | -                        | -                        | 468   | 0     |
| 2018-2019             | Wolverhampton FC      | PL                    | 37          | 0           | -               | -               | -                 | -                 | -          | -          | -                              | -                              | -                              | -                        | -                        | 37    | 0     |
| 2019-2020             | Wolverhampton FC      | PL                    | 38          | 0           | -               | -               | -                 | -                 | -          | -          | C3                             | 15                             | 0                              | -                        | -                        | 53    | 0     |
| 2020-2021             | Wolverhampton FC      | PL                    | 37          | 0           | -               | -               | -                 | -                 | -          | -          | -                              | -                              | -                              | -                        | -                        | 37    | 0     |
| Sous-total            | Sous-total            | Sous-total            | 112         | 0           | 0               | 0               | 0                 | 0                 | 0          | 0          | -                              | 15                             | 0                              | -                        | -                        | 127   | 0     |
| 2021-2022             | AS Rome               | Serie A               | 38          | 0           | 2               | 0               | -                 | -                 | -          | -          | C4                             | 14                             | 0                              | -                        | -                        | 54    | 0     |
| 2022-2023             | AS Rome               | Serie A               | 35          | 0           | 2               | 0               | -                 | -                 | -          | -          | C3                             | 14                             | 0                              | -                        | -                        | 51    | 0     |
| 2023-2024             | AS Rome               | Serie A               | 23          | 0           | 1               | 0               | -                 | -                 | -          | -          | C3                             | -                              | -                              | -                        | -                        | 24    | 0     |
| Sous-total            | Sous-total            | Sous-total            | 96          | 0           | 5               | 0               | -                 | -                 | -          | -          | -                              | 28                             | 0                              | -                        | -                        | 129   | 0     |
| 2024-2025             | Atalanta Bergame      | Serie A               | 3           | 0           | 2               | 0               | -                 | -                 | -          | -          | C1                             | 1                              | 0                              | -                        | -                        | 6     | 0     |
| Sous-total            | Sous-total            | Sous-total            | 3           | 0           | 2               | 0               | -                 | -                 | -          | -          | -                              | 1                              | 0                              | -                        | -                        | 6     | 0     |
| 2024-2025             | Al-Aïn FC             | UAE Pro Leagu         | 0           | 0           | 0               | 0               | -                 | -                 | -          | -          | -                              | -                              | -                              | 1                        | 0                        | 1     | 0     |
| Sous-total            | Sous-total            | Sous-total            | 0           | 0           | 0               | 0               | -                 | -                 | -          | -          | -                              | 0                              | 0                              | 1                        | 0                        | 1     | 0     |
| Total sur la carrière | Total sur la carrière | Total sur la carrière | 537         | 0           | 39              | 0               | 15                | 0                 | 2          | 0          | -                              | 137                            | 0                              | 1                        | 0                        | 731   | 0     |

## Palmarès

### En club
Sporting CP
- Championnat du Portugal :
  - Vice-champion : 2007, 2008, 2009, 2014, 2016
- Coupe du Portugal :
  - Vainqueur : 2007, 2008 et 2015
  - Finaliste : 2012
- Coupe de la Ligue portugaise :
  - Vainqueur: 2018
  - Finaliste : 2012
- Supercoupe du Portugal :
  - Vainqueur : 2007, 2008 et 2015

 AS Rome
- Ligue Europa Conférence :
  - Vainqueur : 2022

- Ligue Europa :
  - Finaliste : 2023

### En sélection
Portugal
- Championnat d'Europe
  - Vainqueur : 2016
- Ligue des nations
  - Vainqueur : 2019
- Coupe des confédérations
  - Troisième : 2017

### Distinction individuelle
- Jeune joueur du mois du Championnat du Portugal en janvier 2008, avril 2009, novembre 2010, mars 2011, avril 2011
- Joueur du mois du Championnat du Portugal en avril 2011
- Joueur de l’année du Sporting CP en 2011 et 2012
- Gardien de l’année du Championnat du Portugal en 2012 et 2016
- Membre de l’équipe de l’UEFA Euro 2016
- 12e au Ballon d'or 2016
- Membre de l’équipe de la saison du Championnat du Portugal en 2017
- Membre de l’équipe de la saison de la Ligue Europa en 2018
- Membre de l’équipe de la saison de la Ligue Europa Conférence en 2022